# Pungu maclareni
Pungu maclareni ist eine Fischart aus der Familie der Buntbarsche (Cichlidae). Sie kommt endemisch im Vulkansee Barombi Mbo in Westkamerun vor. Die Art wurde nach dem Fänger der Art Mac Laren benannt.

## Merkmale
Pungu maclareni hat eine typische, relativ gedrungene Buntbarschgestalt mit einem großen Kopf und wird etwa 10 cm lang. Die höchste Körperhöhe liegt am Kopf-Rumpf-Übergang. Die Fische sind von variabler Färbung, meist silbrig-gelb mit dunklen Flecken auf dem Kopf, (in geringerem Maße) auf der Seitenlinie und auf dem Schwanzflossenstiel (wieder dichter). Kiemendeckel, Rücken- und Schwanzflosse sind metallisch-blau. Der für Tilapien typische Fleck auf Rückenflosse fehlt. Die Rückenflosse der Tiere wird von 15 bis 17 Stacheln und von 10 bis 11 Weichstrahlen gestützt. Die Anzahl der Stacheln in der Afterflosse beträgt 3, die der Weichstrahlen 8 bis 9. Die Wirbelzahl liegt bei 29. Das spezialisierte, mit kräftigen Muskeln versehene „Picker“-Maul ist endständig und hat ausgeprägte fleischige Lippen. Die einspitzigen, mittleren Zähne der vorderen Zahnreihe stehen vor. Wegen ihrer roten Färbung sind sie gut sichtbar. Bei Jungfischen haben diese Zähne eine Einbuchtung, sie werden später ersetzt. Die äußere Zahnreihe des Oberkiefers umfasst 7 bis 8 Zähne, die des Unterkiefers 12 bis 23. Die Zähne der inneren Reihen haben drei unterschiedlich große Spitzen. Das bezahnte Feld der Pharyngealia ist gleich groß wie das zahnlose. Die Pharyngealzähne sind schlank und einspitzig. Der Darm hat die 2,5fache Länge der Standardlänge.

## Lebensweise
Pungu maclareni lebt im Barombi Mbo in kleinen Gruppen in einer Wassertiefe von vier Meter und unterhalb. Er ernährt sich als Aufwuchsfresser, daneben von verschiedenen Insektenlarven (Eintagsfliegen, Köcherfliegen, Zuckmücken) und auch vom endemischen Süßwasserschwamm Corvospongilla thysi, der wegen seiner Sklerite nicht von anderen Fischarten gefressen werden kann. Außerdem fressen sie ins Wasser gefallene Samen, hartschalige Früchte und Pflanzen. Sie sind ovophile Maulbrüter. Die relativ großen Eier haben einen Durchmesser von 4 mm.

## Gefährdung
Die Art wird von der IUCN als vom Aussterben bedroht (Critically Endangered) eingeschätzt. Die Gefährdung besteht vor allem in der zunehmenden Verschmutzung und Sedimentation des Barombi Mbo.